# Municipio de Aid
El municipio de Aid (en inglés: Aid Township) es un municipio ubicado en el condado de Lawrence en el estado estadounidense de Ohio. En el año 2010 tenía una población de 875 habitantes y una densidad poblacional de 8,25 personas por km².

## Geografía
El municipio de Aid se encuentra ubicado en las coordenadas 38°38′43″N 82°31′57″O / 38.64528, -82.53250. Según la Oficina del Censo de los Estados Unidos, el municipio tiene una superficie total de 106.03 km², de la cual 105,51 km² corresponden a tierra firme y (0,49 %) 0,52 km² es agua.

## Demografía
Según el censo de 2010, había 875 personas residiendo en el municipio de Aid. La densidad de población era de 8,25 hab./km². De los 875 habitantes, el municipio de Aid estaba compuesto por el 98,86 % blancos, el 0,23 % eran afroamericanos, el 0,11 % eran amerindios, el 0,11 % eran asiáticos y el 0,69 % eran de una mezcla de razas. Del total de la población el 0 % eran hispanos o latinos de cualquier raza.